# Guareamyia purpura
Guareamyia purpura är en tvåvingeart som beskrevs av Maia 2007. Guareamyia purpura ingår i släktet Guareamyia och familjen gallmyggor. Inga underarter finns listade i Catalogue of Life.